# UFC 309
UFC 309: Jones vs. Miocic — турнир по смешанным единоборствам, организованный Ultimate Fighting Championship, который был проведён 16 ноября 2024 года на спортивной арене «Madison Square Garden» в городе Нью-Йорк, штат Нью-Йорк, США.

## Подготовка турнира
Данный турнир станет восьмым мероприятием организации, проведённым в Нью-Йорке, после того, как в последний раз  в ноябре 2023 года здесь был проведён турнир UFC 295.

### Главные события турнира
В качестве заглавного события турнира запланирован бой за титул чемпиона UFC в тяжелом весе, в котором должны встретиться действующий чемпион организации (также бывший двукратный чемпион UFC в полутяжелом весе) американец Джон Джонс и бывший двукратный чемпион UFC в тяжёлом весе американец хорватского происхождения Стипе Миочич (#8 в рейтинге). Предполагается, что данный бой станет заключительным поединком для обоих ветеранов перед завершением карьеры в UFC. Действующий временный чемпион UFC в тяжёлом весе англичанин Том Аспиналл официально запланирован в качестве запасного бойца в случае потенциальной замены для этого поединка.
| Заглавное событие - Тяжёлый вес - Бой за титул чемпиона | Заглавное событие - Тяжёлый вес - Бой за титул чемпиона | Заглавное событие - Тяжёлый вес - Бой за титул чемпиона |
| --- | --- | ------------------------------------------------------- |
| Джон Джонс | | Стипе Миочич                                            |
| JONATHAN DWIGHT JONES "Bones" (Костлявый) 37 лет (19.07.1987) Рост 194 см, размах рук 215 см, вес 107,8 кг Гражданство: Происхождение: Место рождения: Рочестер, Нью-Йорк, США Представляет: Рочестер, Нью-Йорк / Альбукерке, Нью-Мехико, США "Jackson's MMA Acoma" / "Fight Ready" Дебют в UFC - 09.08.2008 (с рекордом 6-0) Бонусы "Fight of the Night" (4) / "Perfomance of the Night" (2) / "Knockout of the Night" (1) / "Submission of the Night" (2) Действующий чемпион UFC в тяжёлом весе (03.2023-н.в.) Двукратный чемпион UFC в полутяжёлом весе (12.2019-08.2020, защиты 3/3) Временный чемпион UFC в полутяжёлом весе (04.2016-09.2017) Чемпион UFC в полутяжёлом весе (03.2011-05.2015, защиты 8/8) | STIPE MIOČIĆ - 42 года (19.08.1982) Рост 194 см, размах рук 203 см, вес 112,8 кг Гражданство: Происхождение: Место рождения: Юклид, Огайо, США Представляет: Индепенденс, Огайо, США "Strong Style Fight Team" Дебют в UFC - 08.10.2011 (с рекордом 6-0) Бонусы "Fight of the Night" (3) / "Perfomance of the Night" (5) / "Knockout of the Night" (1) Претендент на титул чемпиона UFC в тяжёлом весе Двукратный чемпион UFC в тяжёлом весе (08.2019-03.2021, защиты 1/2) Чемпион UFC в тяжёлом весе (05.2016-07.2018, защиты 3/4) Чемпион NAAFS в тяжёлом весе (2011) |                                                         |
| Последние бои: 04.03.2023, Сирил Ган (вч), SUB1 08.02.2020, Доминик Рейес (#4, полутяж. вес), UDEC 06.07.2019, Тиагу Сантус (#2, полутяж. вес), SDEC 02.03.2019, Энтони Смит (#3, полутяж. вес), UDEC 29.12.2018, Александр Густафссон (#2, полутяж. вес), TKO3 | Последние бои: KO2, Фрэнсис Нганну (#1), 27.03.2021 UDEC, Дэниел Кормье (#1), 15.08.2020 TKO4, Дэниел Кормье (ч), 17.08.2019 KO1, Дэниел Кормье (#1), 07.07.2018 UDEC, Фрэнсис Нганну (#1), 20.01.2018 |                                                         |

Соглавным поединком на турнире станет бой-реванш в легком весе, в котором должны встретиться бывший чемпион UFC в легком весе бразилец Шарлис Оливейра (#2 в рейтинге) и бывший претендент на титул чемпиона UFC в лёгком весе (также бывший трехкратный чемпион Bellator в легком весе) американец Майкл Чендлер (#7 в рейтинге). Ранее пара встречалась за вакантный титул чемпиона на UFC 262 в мае 2021 года, где Оливейра победил техническим нокаутом во втором раунде.
| Соглавное событие - Лёгкий вес | Соглавное событие - Лёгкий вес | Соглавное событие - Лёгкий вес |
| --- | --- | ------------------------------ |
| Шарлис Оливерйа | | Майкл Чендлер                  |
| CHARLES OLIVEIRA DA SILVA "Do Bronx" (Родом из Бронкса) 35 лет (17.10.1989) Рост 178 см, размах рук 188 см, вес 70,6 кг Гражданство: Происхождение: Место рождения: Гуаружа, Сан-Паулу, Бразилия Представляет: Сан-Паулу, Сан-Паулу, Бразилия "Chute Boxe Academy" Дебют в UFC - 01.08.2010 (с рекордом 12-0) Бонусы "Fight of the Night" (3) / "Perfomance of the Night" (13) / "Submission of the Night" (3) Претендент на титул чемпиона UFC в лёгком весе (2022, дважды) Чемпион UFC в лёгком весе (05.2021-05.2022, защиты 1/1) | MICHAEL CHANDLER JR. "Iron" (Железный) 38 лет (24.04.1986) Рост 173 см, размах рук 182 см, вес 70,6 кг Гражданство: Происхождение: Место рождения: Хай-Ридж, Миссури, США Представляет: Дирфилд-Бич, Флорида, США "Kill Cliff FC" / "Nashville MMA" Дебют в UFC - 23.01.2021 (с рекордом 21-5) Бонусы "Fight of the Night" (2) / "Perfomance of the Night" (2) Претендент на титул чемпиона UFC в лёгком весе (2021) Трёхкратный чемпион Bellator FC в лёгком весе (2018-19, защиты 0/1) Двукратный чемпион Bellator FC в лёгком весе (2016-17, защиты 1/2) Чемпион Bellator FC в лёгком весе (2011-13, защиты 2/3) |                                |
| Последние бои: 13.04.2024, Арман Царукян (#4), SDEC 10.06.2023, Бенеил Дариюш (#4), TKO1 22.10.2022, Ислам Махачев (#4), SUB2 07.05.2022, Джастин Гейджи (#1), SUB1 11.12.2021, Дастин Порье (#1), SUB3 | Последние бои: SUB3, Дастин Порье (#2), 12.11.2022 KO2, Тони Фергюсон (#7), 07.05.2022 UDEC, Джастин Гейджи (#2), 06.11.2021 TKO1, Шарлис Оливейра (#3), 15.05.2021 TKO1, Дэн Хукер (#6), 23.01.2021 |                                |

### Анонсированные бои
| Бой | Весовая категория        | Участники боёв и их статистика перед боем (рекорд ММА / рекорд UFC / серия) | Участники боёв и их статистика перед боем (рекорд ММА / рекорд UFC / серия) | Участники боёв и их статистика перед боем (рекорд ММА / рекорд UFC / серия) | Участники боёв и их статистика перед боем (рекорд ММА / рекорд UFC / серия) | Участники боёв и их статистика перед боем (рекорд ММА / рекорд UFC / серия) | Участники боёв и их статистика перед боем (рекорд ММА / рекорд UFC / серия) | Участники боёв и их статистика перед боем (рекорд ММА / рекорд UFC / серия) | Участники боёв и их статистика перед боем (рекорд ММА / рекорд UFC / серия) | Участники боёв и их статистика перед боем (рекорд ММА / рекорд UFC / серия) | Участники боёв и их статистика перед боем (рекорд ММА / рекорд UFC / серия) | Участники боёв и их статистика перед боем (рекорд ММА / рекорд UFC / серия) | Участники боёв и их статистика перед боем (рекорд ММА / рекорд UFC / серия) |
|     |                          | Главный кард (Main Card, PPV)                                               |                                                                             |                                                                             |                                                                             |                                                                             |                                                                             |                                                                             |                                                                             |                                                                             |                                                                             |                                                                             |                                                                             |
| 1   | Тяжелый вес              | Джон Джонс Jon «Bones» Jones                                                | Ч exЧ*                                                                      | 27-1 (1)                                                                    | 21-1 (1)                                                                    | +18                                                                         | vs.                                                                         | Стипе Миочич Stipe Miocic                                                   | #8 ехЧ                                                                      | 20-4                                                                        | 14-4                                                                        | -1                                                                          | [ 5 ]                                                                       |
| 2   | Лёгкий вес               | Шарлис Оливейра Charles «do Bronxs» Oliveira                                | #2 exЧ                                                                      | 34-10 (1)                                                                   | 22-10 (1)                                                                   | -1                                                                          | vs.                                                                         | Майкл Чендлер «Iron» Michael Chandler                                       | #7 exT(4), exП                                                              | 23-8                                                                        | 2-3                                                                         | -1                                                                          | [ 6 ]                                                                       |
| 3   | Средний вес              | Бо Никал Bo Nickal                                                          | CS                                                                          | 6-0                                                                         | 3-0                                                                         | +6                                                                          | vs.                                                                         | Пол Крейг Paul «Bearjew» Craig                                              | exT(8)                                                                      | 17-8-1                                                                      | 9-8-1                                                                       | -2                                                                          | [ 7 ]                                                                       |
| 4   | Жен.наилегчайший вес     | Вивиани Араужу Viviane «Vivi» Araújo                                        | #9 exT(5)                                                                   | 12-6                                                                        | 6-5                                                                         | -1                                                                          | vs.                                                                         | Карини Силва Karine «Killer» Silva                                          | #11 exT(10), CS                                                             | 18-4                                                                        | 3-0                                                                         | +9                                                                          | [ 8 ]                                                                       |
| 5   | Промежуточный вес (165)▲ | Маурисиу Руффи Mauricio «One Shot» Ruffy                                    | CS                                                                          | 10-1                                                                        | 1-0                                                                         | +5                                                                          | vs.                                                                         | Хамес Льонтоп▲ James "Goku" Llontop                                         | CS                                                                          | 14-4                                                                        | 0-2                                                                         | -2                                                                          | [ 9 ]                                                                       |
|     |                          | Предварительный кард (Prelims, ESPNews/FX/Hulu/ESPN+)                       |                                                                             |                                                                             |                                                                             |                                                                             |                                                                             |                                                                             |                                                                             |                                                                             |                                                                             |                                                                             |                                                                             |
| 6   | Легчайший вес            | Джонатан Мартинес Jonathan «Dragon» Martinez                                | #13 exT(10)                                                                 | 19-5                                                                        | 10-4                                                                        | -1                                                                          | vs.                                                                         | Маркус МакГи Marcus «The Maniac» McGhee                                     |                                                                             | 9-1                                                                         | 3-0                                                                         | +3                                                                          | [ 10 ]                                                                      |
|     | Средний вес              | Крис Вайдман Chris «The All-American» Weidman                               | exЧ                                                                         | 16-7                                                                        | 12-7                                                                        | +1                                                                          | vs.                                                                         | Эрик Андерс▼ Eryk «Ya Boi» Anders                                           |                                                                             | 16-8 (1)                                                                    | 8-8 (1)                                                                     | +1                                                                          | [ 11 ]                                                                      |
| 7   | Лёгкий вес               | Джим Миллер Jim «A-10» Miller                                               | exT(4)                                                                      | 37-18 (1)                                                                   | 26-17 (1)                                                                   | -1                                                                          | vs.                                                                         | Деймон Джексон Damon «The Leech» Jackson                                    |                                                                             | 23-7-1 (1)                                                                  | 6-5-1 (1)                                                                   | -1                                                                          | [ 12 ]                                                                      |
| 8   | Полулёгкий вес           | Дэвид Онама David «Silent Assassin» Onama                                   |                                                                             | 12-2                                                                        | 4-2                                                                         | +2                                                                          | vs.                                                                         | Роберто Ромеро▲ Roberto "El Charro Negro" Romero                            | д                                                                           | 8-3-1                                                                       | -                                                                           | +1                                                                          | [ 13 ]                                                                      |
|     |                          | Ранний предварительный кард (Early Prelims, Hulu/ESPN+)                     |                                                                             |                                                                             |                                                                             |                                                                             |                                                                             |                                                                             |                                                                             |                                                                             |                                                                             |                                                                             |                                                                             |
| 9   | Тяжёлый вес              | Марчин Тыбура Marcin "Tybur" Tybura                                         | #9 exT(7)                                                                   | 25-9                                                                        | 12-8                                                                        | -1                                                                          | vs.                                                                         | Жоната Диниc Jhonata Diniz                                                  | CS                                                                          | 8-0                                                                         | 2-0                                                                         | +8                                                                          | [ 14 ]                                                                      |
| 10  | Полусредний вес          | Микки Галл Mickey Gall                                                      |                                                                             | 7-6                                                                         | 6-6                                                                         | -3                                                                          | vs.                                                                         | Рамиз Брахимай Ramiz Brahimaj                                               |                                                                             | 10-5                                                                        | 2-3                                                                         | -1                                                                          | [ 15 ]                                                                      |
| 11  | Полусредний вес          | Бассиль Хафез Bassil «The Habibi» Hafez                                     |                                                                             | 9-4-1                                                                       | 1-1                                                                         | +1                                                                          | vs.                                                                         | Обан Эллиотт Oban «The Welsh Gangster» Elliott                              | CS                                                                          | 11-2                                                                        | 2-0                                                                         | +7                                                                          | [ 16 ]                                                                      |
| 12  | Жен.наилегчайший вес     | Вероника Харди Veronica Hardy                                               |                                                                             | 9-4-1                                                                       | 4-4                                                                         | +3                                                                          | vs.                                                                         | Эдуарда Моура Eduarda «Ronda» Moura                                         | CS                                                                          | 10-1                                                                        | 1-1                                                                         | -1                                                                          | [ 17 ]                                                                      |
|     |                          | Отменённые бои                                                              |                                                                             |                                                                             |                                                                             |                                                                             |                                                                             |                                                                             |                                                                             |                                                                             |                                                                             |                                                                             |                                                                             |
|     | Полусредний вес          | Карлус Пратес▼ Carlos «The Nightmare» Prates                                | CS                                                                          | 20-6                                                                        | 3-0                                                                         | +12                                                                         | vs.                                                                         | Рэнди Браун Randy «Rudeboy» Brown                                           |                                                                             | 19-5                                                                        | 13-5                                                                        | +3                                                                          | [ 18 ]                                                                      |
|     | Легкий вес               | Чарли Кэмпбэлл▼ Charlie «The Cannibal» Campbell                             | CS                                                                          | 9-2                                                                         | 2-0                                                                         | +3                                                                          | vs.                                                                         | Маурисиу Руффи Mauricio «One Shot» Ruffy                                    | CS                                                                          | 10-1                                                                        | 1-0                                                                         | +5                                                                          | [ 19 ]                                                                      |
|     | Полутяжелый вес          | Никита Крылов Nikita «The Miner» Krylov                                     | #7 exT(5)                                                                   | 30-9                                                                        | 11-7                                                                        | +3                                                                          | vs.                                                                         | Азамат Мурзаканов▼ Azamat «The Professional» Murzakanov                     | #11 exT(10), CS                                                             | 14-0                                                                        | 4-0                                                                         | +4                                                                          | [ 20 ]                                                                      |
|     | Полулёгкий вес           | Дэвид Онама David «Silent Assassin» Onama                                   |                                                                             | 12-2                                                                        | 4-2                                                                         | +2                                                                          | vs.                                                                         | Лукас Алмейда▼ Lucas Almeida                                                | CS                                                                          | 15-3                                                                        | 2-2                                                                         | +1                                                                          | [ 21 ]                                                                      |

Условные обозначения: #5 (1) — текущее (лучшее) место бойца в рейтинге, exЧ(В) — бывший чемпион (временный), exП(В) — бывший претендент на титул чемпиона (временного), exТ(3) — боец входил в рейтинг Топ-15 (лучшее место в рейтинге), д — дебютант, CS — боец участвовал в Претендентской серии Дэйны Уайта, RTU — боец участвовал в шоу Road To UFC, TUF — боец участвовал в шоу The Ultimate Fighter, TUF(W/F) — боец являлся победителем/финалистом The Ultimate Fighter, WEC/SF — боец выступал в WEC или Strikeforce до объединения этих организаций с UFC.

## Церемония взвешивания
Результаты официальной церемонии взвешивания бойцов перед турниром.
| Весовая категория и допустимый лимит в фунтах | Весовая категория и допустимый лимит в фунтах | Участники боёв и их вес в фунтах | Участники боёв и их вес в фунтах | Участники боёв и их вес в фунтах | Участники боёв и их вес в фунтах |
| --------------------------------------------- | --------------------------------------------- | -------------------------------- | -------------------------------- | -------------------------------- | -------------------------------- |
| Тяжелый вес (титульный бой)                   | 265                                           | Джон Джонс                       | 237,6                            | Стипе Миочич                     | 248,6                            |
| Лёгкий вес                                    | 155 (+1)                                      | Шарлис Оливейра                  | 155,6                            | Майкл Чендлер                    | 155,6                            |
| Средний вес                                   | 185 (+1)                                      | Бо Никал                         | 185,6                            | Пол Крейг                        | 186                              |
| Наилегчайший вес (женщины)                    | 125 (+1)                                      | Вивиани Араужу                   | 125,6                            | Карини Силва                     | 125,8                            |
| Промежуточный вес                             | 165 (+1)                                      | Маурисиу Руффи                   | 164,4                            | Хамес Льонтоп                    | 166,2*                           |
| Легчайший вес                                 | 135 (+1)                                      | Джонатан Мартинес                | 135,8                            | Маркус МакГи                     | 135,6                            |
| Средний вес                                   | 185 (+1)                                      | Крис Вайдман                     | 186                              | Эрик Андерс                      | 185,6                            |
| Лёгкий вес                                    | 155 (+1)                                      | Джим Миллер                      | 155,6                            | Деймон Джексон                   | 155,2                            |
| Полулёгкий вес                                | 155 (+1)                                      | Дэвид Онама                      | 155,6**                          | Роберто Ромеро                   | 155**                            |
| Тяжёлый вес                                   | 265 (+1)                                      | Марчин Тыбура                    | 251                              | Жоната Диниc                     | 253,2                            |
| Полусредний вес                               | 170 (+1)                                      | Микки Галл                       | 170,8                            | Рамиз Брахимай                   | 170,2                            |
| Полусредний вес                               | 170 (+1)                                      | Бассиль Хафез                    | 171                              | Обан Эллиотт                     | 170                              |
| Наилегчайший вес (женщины)                    | 125 (+1)                                      | Вероника Харди                   | 125,8                            | Эдуарда Моура                    | 125,2                            |
| Тяжелый вес (титульный бой)                   | 265                                           | Том Аспиналл                     | 254,8                            | резервный боец                   | резервный боец                   |

[*] Хамес Льонтоп не смог уложиться в лимит установленного промежуточного веса (превышение 0,2 фунта) и будет оштрафован на 20% от гонорара в пользу соперника. Бой пройдёт в новом промежуточном весе 166,2 фунта.

## Результаты турнира
В главном бою вечера Джон Джонс победил Стипе Миочича техническим нокаутом в 3-м раунде и защитил титул чемпиона UFC в тяжёлом весе.
| Статистика поединка: | Статистика поединка: | Статистика поединка:                          | Статистика поединка:                          | Статистика поединка: | Статистика поединка: | Статистика поединка: | Статистика поединка: | Статистика поединка: | Статистика поединка: | Статистика поединка: | Статистика поединка: | Статистика поединка: | Статистика поединка: | Статистика поединка: | Статистика поединка: | Статистика поединка: | Статистика поединка: | Статистика поединка: |
| Участник             | Нокдауны             | Акцентрованные удары (по цели/всего/точность) | Акцентрованные удары (по цели/всего/точность) | По раундам           | По раундам           | По раундам           | По раундам           | По раундам           | По цели              | По цели              | По цели              | По позиции           | По позиции           | По позиции           | Тейкдауны            | Тейкдауны            | Контроль             | Попытка приема       |
| Участник             | Нокдауны             | Акцентрованные удары (по цели/всего/точность) | Акцентрованные удары (по цели/всего/точность) | 1Р                   | 2Р                   | 3Р                   | 4Р                   | 5Р                   | Голова               | Корпус               | Ноги                 | Дистанция            | Клинч                | Партер               | Тейкдауны            | Тейкдауны            | Контроль             | Попытка приема       |
| -------------------- | -------------------- | --------------------------------------------- | --------------------------------------------- | -------------------- | -------------------- | -------------------- | -------------------- | -------------------- | -------------------- | -------------------- | -------------------- | -------------------- | -------------------- | -------------------- | -------------------- | -------------------- | -------------------- | -------------------- |
| Джон Джонс           | 1                    | 96/119                                        | 80%                                           | 42/48                | 20/28                | 34/43                | -                    | -                    | 70/91                | 16/18                | 10/10                | 54/70                | 2/3                  | 40/46                | 1/1                  | 100%                 | 3:51                 | 0                    |
| Стипе Миочич         | 0                    | 37/89                                         | 41%                                           | 6/13                 | 16/37                | 15/39                | -                    | -                    | 24/75                | 7/8                  | 6/6                  | 32/83                | 4/5                  | 1/1                  | 0/0                  | -                    | 0:00                 | 0                    |

В соглавном бою Шарлис Оливейра победил Майкла Чендлера единогласным решением судей.
| Статистика поединка: | Статистика поединка: | Статистика поединка:                          | Статистика поединка:                          | Статистика поединка: | Статистика поединка: | Статистика поединка: | Статистика поединка: | Статистика поединка: | Статистика поединка: | Статистика поединка: | Статистика поединка: | Статистика поединка: | Статистика поединка: | Статистика поединка: | Статистика поединка: | Статистика поединка: | Статистика поединка: | Статистика поединка: |
| Участник             | Нокдауны             | Акцентрованные удары (по цели/всего/точность) | Акцентрованные удары (по цели/всего/точность) | По раундам           | По раундам           | По раундам           | По раундам           | По раундам           | По цели              | По цели              | По цели              | По позиции           | По позиции           | По позиции           | Тейкдауны            | Тейкдауны            | Контроль             | Попытка приема       |
| Участник             | Нокдауны             | Акцентрованные удары (по цели/всего/точность) | Акцентрованные удары (по цели/всего/точность) | 1Р                   | 2Р                   | 3Р                   | 4Р                   | 5Р                   | Голова               | Корпус               | Ноги                 | Дистанция            | Клинч                | Партер               | Тейкдауны            | Тейкдауны            | Контроль             | Попытка приема       |
| -------------------- | -------------------- | --------------------------------------------- | --------------------------------------------- | -------------------- | -------------------- | -------------------- | -------------------- | -------------------- | -------------------- | -------------------- | -------------------- | -------------------- | -------------------- | -------------------- | -------------------- | -------------------- | -------------------- | -------------------- |
| Шарлис Оливейра      | 0                    | 88/122                                        | 72%                                           | 11/16                | 24/35                | 27/36                | 14/18                | 12/17                | 56/82                | 18/25                | 14/15                | 67/98                | 3/5                  | 18/19                | 5/12                 | 41%                  | 14:52                | 2                    |
| Майкл Чендлер        | 0                    | 84/113                                        | 74%                                           | 8/9                  | 15/22                | 13/19                | 8/16                 | 40/47                | 59/85                | 16/18                | 9/10                 | 60/89                | 0/0                  | 24/24                | 0/1                  | 0%                   | 1:59                 | 0                    |

| Бой    | Весовая категория          | Результат боя               | Результат боя   | Результат боя | Результат боя | Результат боя | Результат боя     | Результат боя | Способ победы                                                    | Раунд | Время | Рефери в ринге  |
|        |                            | Главный кард                |                 |               |               |               |                   |               |                                                                  |       |       |                 |
| Бой 12 | Тяжелый вес                |                             | Джон Джонс      | Ч             | поб.          |               | Стипе Миочич      | #8            | Технический нокаут (удар ногой с разворота в корпус и добивание) | 3     | 4:29  | Херб Дин        |
| Бой 11 | Лёгкий вес                 |                             | Чарльз Оливейра | #2            | поб.          |               | Майкл Чендлер     | #7            | Единогласное решение (49–46, 49–46, 49–45)                       | 5     | 5:00  | Кит Питерсон    |
| Бой 10 | Средний вес                |                             | Бо Никал        |               | поб.          |               | Пол Крейг         |               | Единогласное решение (30–27, 30–27, 30–27)                       | 3     | 5:00  | Дэн Мираглиотта |
| Бой 9  | Жен.наилегчайший вес       |                             | Вивиани Араужу  | #9            | поб.          |               | Карини Силва      | #11           | Единогласное решение (29–28, 29–28, 29–28)                       | 3     | 5:00  | Марк Годдард    |
| Бой 8  | Промежуточный вес (166,2)* |                             | Маурисиу Руффи  |               | поб.          |               | Хамес Льонтоп     |               | Единогласное решение (29–28, 29–28, 29–28)                       | 3     | 5:00  | Кевин Макдоналд |
|        |                            | Предварительный кард        |                 |               |               |               |                   |               |                                                                  |       |       |                 |
| Бой 7  | Легчайший вес              |                             | Маркус МакГи    |               | поб.          |               | Джонатан Мартинес | #13           | Единогласное решение (29–28, 29–28, 29–28)                       | 3     | 5:00  | Херб Дин        |
| Бой 6  | Лёгкий вес                 |                             | Джим Миллер     |               | поб.          |               | Деймон Джексон    |               | Сдача, удушающий приём (гильотина)                               | 1     | 2:44  | Кит Питерсон    |
| Бой 5  | Лёгкий вес                 |                             | Дэвид Онама     |               | поб.          |               | Роберто Ромеро    | д             | Единогласное решение (30–27, 30–27, 30–27)                       | 3     | 5:00  | Марк Годдард    |
| Бой 4  | Тяжёлый вес                |                             | Марчин Тыбура   | #9            | поб.          |               | Жоната Диниc      |               | Технический нокаут (остановка доктором)                          | 2     | 5:00  | Херб Дин        |
|        |                            | Ранний предварительный кард |                 |               |               |               |                   |               |                                                                  |       |       |                 |
| Бой 3  | Полусредний вес            |                             | Рамиз Брахимай  |               | поб.          |               | Микки Галл        |               | Нокаут (хук справа)                                              | 1     | 2:55  | Кевин Макдоналд |
| Бой 2  | Полусредний вес            |                             | Обан Эллиотт    |               | поб.          |               | Бассиль Хафез     |               | Нокаут (оверхэнд справа и добивание хаммерфистами)               | 3     | 0:40  | Марк Годдард    |
| Бой 1  | Жен.наилегчайший вес       |                             | Эдуарда Моура   |               | поб.          |               | Вероника Харди    |               | Единогласное решение (30–27, 29–28, 29–28)                       | 3     | 5:00  | Дэн Мираглиотта |

Официальные судейские карточки турнира.

## Награды
Следующие бойцы были удостоены денежного бонуса в размере $50,000:
- Лучший бой вечера: Шарлис Оливейра - Майкл Чендлер
- Выступление вечера: Джон Джонс, Рамиз Брахимай и Обан Эллиотт